# Park Forest (Illinois)
Park Forest es una villa ubicada en el condado de Cook en el estado estadounidense de Illinois. En el Censo de 2010 tenía una población de 21975 habitantes y una densidad poblacional de 1.709,91 personas por km².

## Geografía
Park Forest se encuentra ubicada en las coordenadas 41°28′54″N 87°41′13″O / 41.48167, -87.68694. Según la Oficina del Censo de los Estados Unidos, Park Forest tiene una superficie total de 12.85 km², de la cual 12.85 km² corresponden a tierra firme y (0%) 0 km² es agua.

## Demografía
Según el censo de 2010, había 21975 personas residiendo en Park Forest. La densidad de población era de 1.709,91 hab./km². De los 21975 habitantes, Park Forest estaba compuesto por el 33.39% blancos, el 59.81% eran afroamericanos, el 0.31% eran amerindios, el 0.76% eran asiáticos, el 0.05% eran isleños del Pacífico, el 2.12% eran de otras razas y el 3.56% pertenecían a dos o más razas. Del total de la población el 6.4% eran hispanos o latinos de cualquier raza.